# Carabus ibericus
Carabus (Neoplectes) ibericus — вид жужелиц рода Carabus, подрода Neoplectes, эндемичный для центральной Грузии.

## Синонимы
- ledereri Gehin, 1885
- imereticus Retezar, 2011 [1]

## Систематика
C. ibericus по внешнему виду похож на близкого C. szekelyi, от которого отличается строением эндофаллуса. От C. lafertei так же отличается строением гениталий самцов и внешним видом. От других видов так же отличается строением эндофаллуса и отделен от них географически. Ниже приводится сравнительная таблица между близкими видами.

## Ареал
Вид распространен в центральной части республики Грузия, на Сурамском(Лихском) хребте в северо-восточной части Аджаро-Имеретинского (Месхетского) хребта.
- Типовое место "Iberia", env. Surami; vall. Dzhvari.[3]

## Особенности экологии
Вид обитает в лесной зоне от высоты 500 метров над уровнем моря, поднимаясь до высоты 1500 метров над уровнем моря. Имаго активны с момента таяния снега.

## Этимология
Название вида происходит от названия  Иберия - древнего царства на территории нынешней Грузии, где и обитает данный таксон.